# 洋塘乡
洋塘乡，是中华人民共和国湖南省郴州市永兴县下辖的一个乡。

## 行政区划
洋塘乡下辖以下地区：
西禅村、铁龙村、西龙村、八公分村、红花村、羊乌村、沙窝村、景星村、凫塘村、江古村、同心村、文明村、陈家村、大泉村和长洲村。